# Pola Esperantisto
Pola Esperantisto (L'esperantista polacco) è una rivista bimestrale, organo della Pola Esperanto-Asocio (PEA).

## Contenuto
La rivista contiene le seguenti rubriche in ogni numero:
- "Eventi": rapporti sui precedenti eventi esperantisti
- "Mojose": sugli incontri giovanili (ad esempio l'IJK)
- "Raportoj, eseoj, rakontoj": in essa gli esperantisti raccontano le loro esperienze
- "Vizitindaj lokoj": cosa visitare in Polonia?
- "Pri kio ni aŭdas": ultime notizie, soprattutto da internet
- "Homoj": interviste o informazioni su importanti persone del movimento
- "Lingvoscienca angulo": informazioni grammaticali sull'esperanto o sulle lingue
- "Literaturaĵoj": frammenti di romanzi o poesie
- "Leterkesto"
- "Saĝulaj pensoj": punti di vista
- "Kalendaro": prossimi eventi esperantisti
- "Oni eldonis": si occupa delle ultime pubblicazioni
- "Forpasis"
- "Aldone": solitamente cruciverba, oppure correzioni di articoli precedenti
- "Nia fotogalerio"

In più a volte si aggiunge "Estraro informas", che contiene rapporti delle ultime riunioni del direttivo.

## Storia

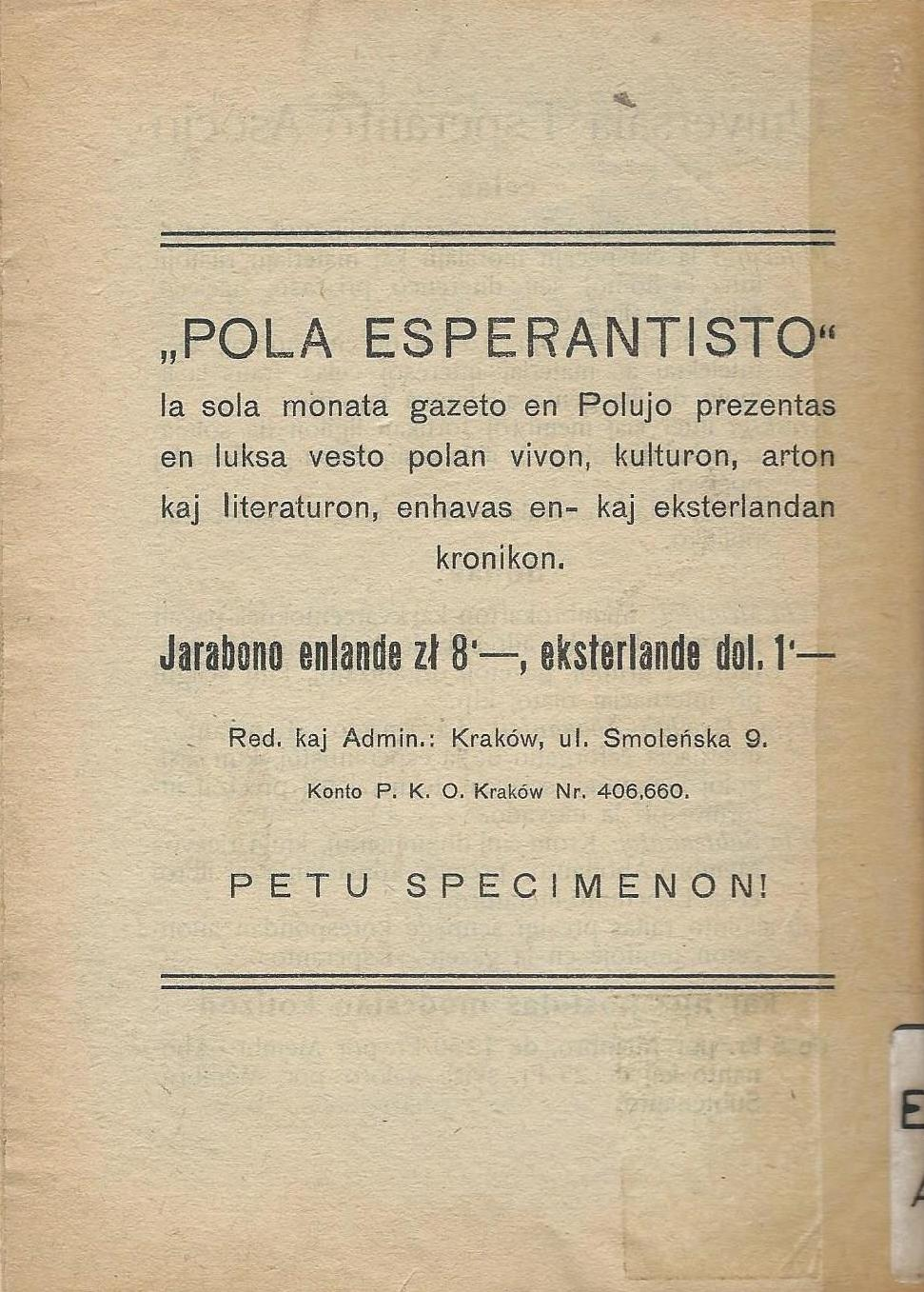
Pubblicità della rivista Pola Esperantisto sulla copertina di Dibuk, 1927.

Dapprima, dal luglio 1906, la rivista fu l'organo mensile della locale associazione esperantista di Leopoli. Nel gennaio del 1908 la rivista era già apparsa a Varsavia . Il capo redattore era allora il dottor Leon Zamenhof, l'editore il colonnello Jan Günther fino al 1914. Per i primi anni della prima guerra mondiale, la rivista non fu pubblicata. Nel 1923, dopo il primo Congresso polacco di esperanto, la redazione passò a Stanisław Karolczyk, e la rivista fu pubblicata abbastanza regolarmente, ma in un formato più piccolo. Dal 1926 essa è l'organo ufficiale dell'allora Pola Esperanto-Delegitaro. La 33ª raccolta annuale apparve nel 1938, la 34a nel 1946.
Pola Esperantisto ha smesso di apparire nel 1989 e dopo 14 anni apparve di nuovo nel 2003, pubblicato dalla casa editrice Hejme. Nel 2007 il caporedattore Kazimierz Leja criticò la Pola Esperanto-Asocio e annunciò che dal 2008 la rivista non sarebbe stata più pubblicata.
La rivista viene ulteriormente pubblicata da PEA, tuttavia, non con la precedente redazione.